# Nimrod.
Nimrod (стилизованно как nimrod.) — пятый студийный альбом американской рок-группы Green Day, выпущенный 14 октября 1997 года на лейбле Reprise Records. Группа начала работу над альбомом после отмены тура по Европе, который состоялся после выхода их предыдущего альбома, Insomniac. Записанный на студии Conway Recording в Лос-Анджелесе, альбом содержит набор отдельных песен, а не песни, всецело связанные друг с другом. Nimrod музыкально разнообразен и содержит элементы фолка, хардкора, сёрф-рока и ска. Тексты песен включают в себя зрелость, личные размышления и отцовство.
Альбом достиг десятого места в американском чарте Billboard 200 и был сертифицирован Американской ассоциацией звукозаписывающей компании (RIAA) как дважды платиновый. Пластинка также была сертифицирована как трижды платиновая в Австралии и дважды платиновая в Канаде. После выхода Nimrod получил в целом положительные отзывы от критиков, которые высоко оценили написание песен Армстронга. С альбома выпущена песня, ставшая акустическим хитом, «Good Riddance (Time of Your Life)», которая также прозвучала в  предпоследнем эпизоде ситкома «Сайнфелд» в 1998 году. Для продвижения альбома Green Day организовали тур по обширному гастрольному графику. Альбом также был переиздан на виниле 16 июня 2009 года. Альбом был выпущен в Европе в формате HDCD. Песни «Nice Guys Finish Last», «Hitchin' a Ride» и «Good Riddance (Time of Your Life)» включены в видеоигру Green Day: Rock Band.

## Предыстория
В 1995 году Green Day выпустили Insomniac, который не имел такого коммерческого успеха, как прорывный альбом Dookie. Говоря о Insomniac, вокалист и гитарист Билли Джо Армстронг отметил: «Этот альбом получился намного лучше, чем я думал… Судя по звучанию, мы знали, что он не будет продаваться так же хорошо, как Dookie». В начале 1996 года группа отправилась в обширное мировое турне в поддержку Insomniac; группа выступала на спортивных аренах, что для них непривычно, ведь раньше они выступали в маленьких клубах. Участники некомфортно себя чувствовали из-за, свалившейся на них, славы, которой они достигли; Армстронг вспоминал: «Всё привело к тому, что мы ненавидели играть на этих больших аренах. Это больше не доставляло удовольствия».
Green Day также затосковали по дому, потому что гастроли вынудили участников оставить свои семьи. В конце концов группа решила отменить часть тура в поддержку Insomniac в конце 1996 года, чтобы взять перерыв и провести свободное время дома. В течение этого времени группа продолжала писать и в конечном итоге к началу 1997 года написала более трёх десятков новых песен. Хотя последняя попытка группы с продюсером Робом Кавалло была признана разочарованием, группа не рассматривала возможность выбора кого-либо ещё для работы над Nimrod, так как участники рассматривали Кавалло как «наставника».

## Производство и запись
«Это пластинка, о которой мы думали последние шесть лет. Мы знали, что хотим измениться, но мы не хотели меняться слишком сильно и слишком быстро. Пластинка во многом посвящена уязвимости — бросанию себя на произвол судьбы… Почему бы, б***ь, не выпустить эту грёбаную дурацкую акустическую песню или эту дурацкую песню в стиле сёрф-музыки? Это то, кто мы есть. Зачем это скрывать?»
Альбом был записан в студии Conway в Лос-Анджелесе, а в период производства альбома группа останавливалась в отеле Sunset Marquis. Запись Nimrod заняла четыре месяца; Армстронг частично объяснил длительное время записи тем, что проводил «слишком много времени», играя в бильярд и настольный футбол во время работы. График записи, который длился с полудня до двух часов ночи каждый день, стал нагружать участников группы, которые начали сильно пить. Басист Майк Дёрнт вспоминал: «Однажды ночью один из нас ходил по коридорам и стучал в двери голым». Другой инцидент произошёл с барабанщиком Тре Кулом, который выбросил из окна своего гостиничного номера телевизор. Армстронг сказал: «Там было много стёкол. Время от времени приходится вести такой высокомерный образ жизни». Чтобы сохранить сосредоточенность группы, Кавалло нанял своего отца и менеджера Пэта Магнареллу для руководства группой.

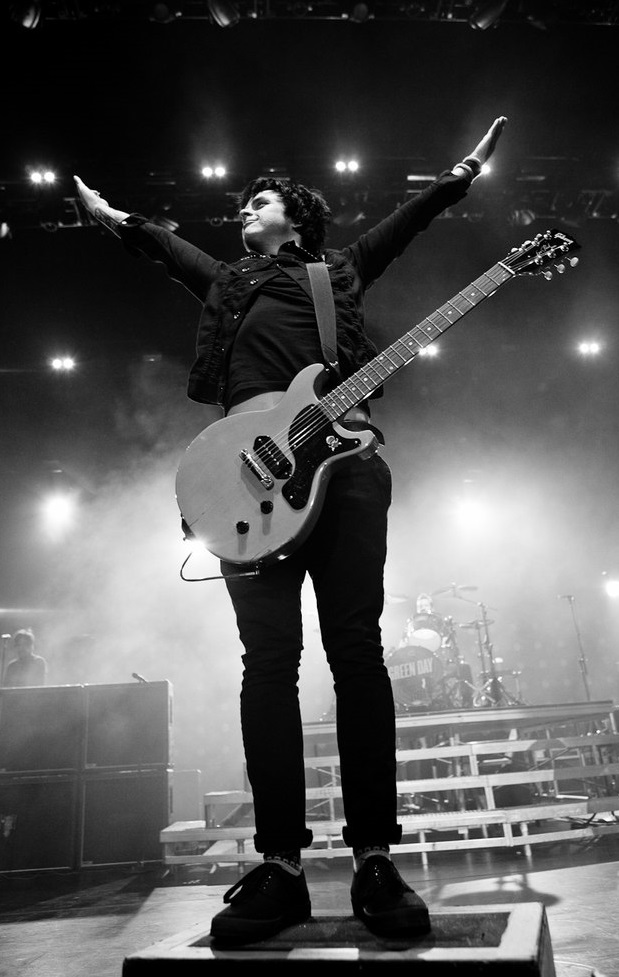
Армстронг написал «Good Riddance (Time of Your Life)» за четыре года до момента записи Nimrod

Во время работы над Nimrod Green Day объяснили Кавалло своё желание создать более экспериментальный альбом, поскольку группа устала от традиционной структуры песен из трёх аккордов . Армстронг черпал вдохновение в знаковом альбоме The Clash London Calling и назвал Nimrod «альбомом, который я хотел записать с момента основания группы». Альбом был призван сломать ограничения типичной панк-рок-музыки. Чтобы сохранить качество своих песен, Армстронг решил построить структуру написания песен так, чтобы сначала была акустическая гитара, а потом и другие музыкальные инструменты и вдобавок к этому, песни должны записываться в быстром темпе. Green Day записали около 30 песен для Nimrod и выбрали 18 из них для альбома. Дёрнт объяснил, что запись была гораздо более свободной по структуре, чем предыдущие альбомы, и что в центре внимания было создание песен, а не создание целого альбома. Он сказал: «Мы всегда играли с разными направлениями в музыке, но мы говорили: „Хорошо, давайте остановимся и вернёмся к альбому“. На этот раз мы просто позволили ему появиться».
Владелец Reprise Records Хоуи Кляйн провел много времени в студии с группой во время записи и вспоминал: «Что я сразу понял, так это то, что они, казалось, повзрослели в своём музыкальном направлении. Это было уже не то, что раньше. Группа определённо развивалась». Музыкальное созревание, проявленное на Nimrod, было частично вдохновлено альбомом Bikini Kill Reject All American (1996), который побудил Армстронга сбалансировать «грубые панк-рок-песни» и «нежные красивые песни». Армстронг написал «Good Riddance (Time of Your Life)» в 1993 году и показал песню своим коллегам по группе во время записи Dookie. Во время записи было решено, что песня слишком отличается от остальных песен на Dookie, и продюсер Роб Кавалло не был уверен в том, как правильно структурировать запись. Когда пришло время записывать Nimrod, Армстронг решил использовать эту песню, и Кавалло предложил поменять струны на гитаре. Он отправил группу играть в настольный футбол в другую комнату, пока сам накладывал струны на гитару, что заняло «минут пятнадцать-двадцать, максимум полчаса». Кавалло размышлял о своём решении добавить струнные: «Я знал, что поступил правильно. Я понял, что это хит, как только услышал его».
В дополнение к струнным на «Good Riddance (Time of Your Life)», музыка Nimrod содержит множество других инструментов, которые не были представлены на предыдущих альбомах Green Day. В «Walking Alone» Армстронг играет на губной гармошке, несмотря на то, что он «вообще не умел на ней играть». Вступительная часть песни «Hitchin' a Ride» исполнена скрипкой в ближневосточном стиле Петры Хейден из That Dog. Группа пригласила Габриэла Макнейра и Стивена Брэдли из No Doubt сыграть на духовых инструментах для записи «King for a Day».

## Содержание

### Музыка
Nimrod более разнообразен в музыкальном плане, чем предыдущие альбомы Green Day. Армстронг отметил, что с альбомом Green Day пошли «разными путями», добавив: «Каждая песня имеет свой собственный характер и индивидуальность, поэтому мы хотели максимально раскрыть это». Песня «Nice Guys Finish Last» считается «плавным переходом» от Insomniac к Nimrod. Сэнди Масуо из Los Angeles Times сравнил «Worry Rock» с музыкой Элвиса Костелло. «Good Riddance (Time of Your Life)» была названа «поп-панк-балладой у костра». После вступления «Hitchin' a Ride», которое было исполнено скрипкой Хейден, песня превращается в рок-песню с доминирующим звуком бас-гитары и атмосферой Stray Cats. Кул назвал «Take Back» (считающийся откровенным хардкор-панком, как в музыкальном, так и в вокальном плане) и «Platypus (I Hate You)» «одними из самых „панковых“ песен, которые мы когда-либо делали». «Last Ride In» — инструментальная композиция, навеянная сёрф-роком, а «King for a Day» — ска-панк-песня, записанная также духовыми музыкальными инструментами. Армстронг отнёс эту песню жанру Oi!, и сказал: «Было бы забавно, если бы группа парней из братства мачо подпевала, и, мало кто из них знает, что песня о том, чтобы быть затянутым». «Звенящие» гитарные риффы в песне «Redundant» сравнивались с гитарными риффами группы The Byrds. В целом, альбом Nimrod характеризуется как панк-рок, поп-панк, и альтернативный рок.

### Лирика
Nimrod затрагивает более зрелые темы, которых не было ранее в карьере Green Day. Большая часть альбома иллюстрирует чувства Армстронга по поводу взросления и его роли мужа и отца. «The Grouch» сосредоточен на страхах Армстронга, а именно «истощиться, растолстеть, стать импотентом и потерять свои идеалы». В «Walking Alone» он размышляет о старых друзьях его детства, и отмечает, что он «слишком пьян, чтобы понять, что они исчезают со временем». Армстронг обсуждает борьбу с пьянством в песне «Hitchin' a Ride». «Good Riddance (Time of Your Life)» была вдохновлена неудачными отношениями Армстронга с женщиной, которые закончились, когда она присоединилась к агентству «Корпус мира» в 1993 году. Эта же женщина также является лирическим героем песен «She» из Dookie, «Whatsername» из American Idiot (2004) и «Amanda» из ¡Tré!.
Однако другие песни содержат тематику и темы, более типичные для предыдущих работ Green Day. Армстронг написал «Nice Guys Finish Last» о взаимодействии с менеджерами группы и о том, что «все думают, что знают, как для вас лучше». «Jinx» содержит самокритичные тексты, характерные для многих песен группы, в то время как «Prosthetic Head» был назван «прощальным поцелуем». «King for a Day» рассказывает историю трансвестита. «Uptight» содержит повторяющиеся упоминания о самоубийстве. Армстронг объяснил: «Я думаю, что слово „самоубийство“ просто звучало очень хорошо. И фраза: „Я сукин сын“. Это имело смысл, но я не могу толком объяснить, почему это имело смысл. Просто так оно и есть».

## Название и обложка
Название альбома, Nimrod, — это имя персонажа из Библии, которое в американском английском языке стало термином, обозначающим глупого или недалёкого человека. После того, как группа отказала трём арт-директорам, а прессинг отстал от графика, Green Day обратились за помощью к Крису Билхаймеру, другу Армстронга, который делал обложки для другой группы, R.E.M.. У Билхаймера было только название альбома для работы, и у него было несколько идей, одна из которых была вдохновлена фотографией, которую Билхаймер видел, где с плаката политика было удалено его лицо. Он счёл, что образ был «поразительным» и, казалось, подходил группе, изображая „типичного мужчину среднего возраста, корпоративного политика американца, и кто-то полностью лишил его индивидуальности с помощью вандализма“. Следуя этой мысли, Билхаймер сделал энциклопедическую фотографию мужчин в костюмах и галстуках и нарисовал на их лицах цветные круги с надписью „nimrod.“, «используя это, чтобы лишить людей индивидуальности». На задней обложке было то же самое, что и на ежегоднике Билхаймера, найденном в книжном магазине Лос-Анджелеса, «из эпохи ситкома «Leave It to Beaver в идиллическую Америку 1950-х годов», с надписью „разрушить представление людей о счастливом вежливом идиллическом обществе“. В буклете тексты песен представлены так, как если бы они были секретным документом, отредактированным черными чернилами, «так что они казались частью чего-то другого».
Были сделаны две версии обложки: одна версия с жёлтыми кругами и одна с оранжевыми кругами (использовалась для издания в Австралии).
На обложке альбома изображены портреты Фредерика Бантинга и Чарлза Беста, двух американо-канадских учёных-медиков, наиболее известных благодаря совместному открытию инсулина.

## Выпуск и продвижение

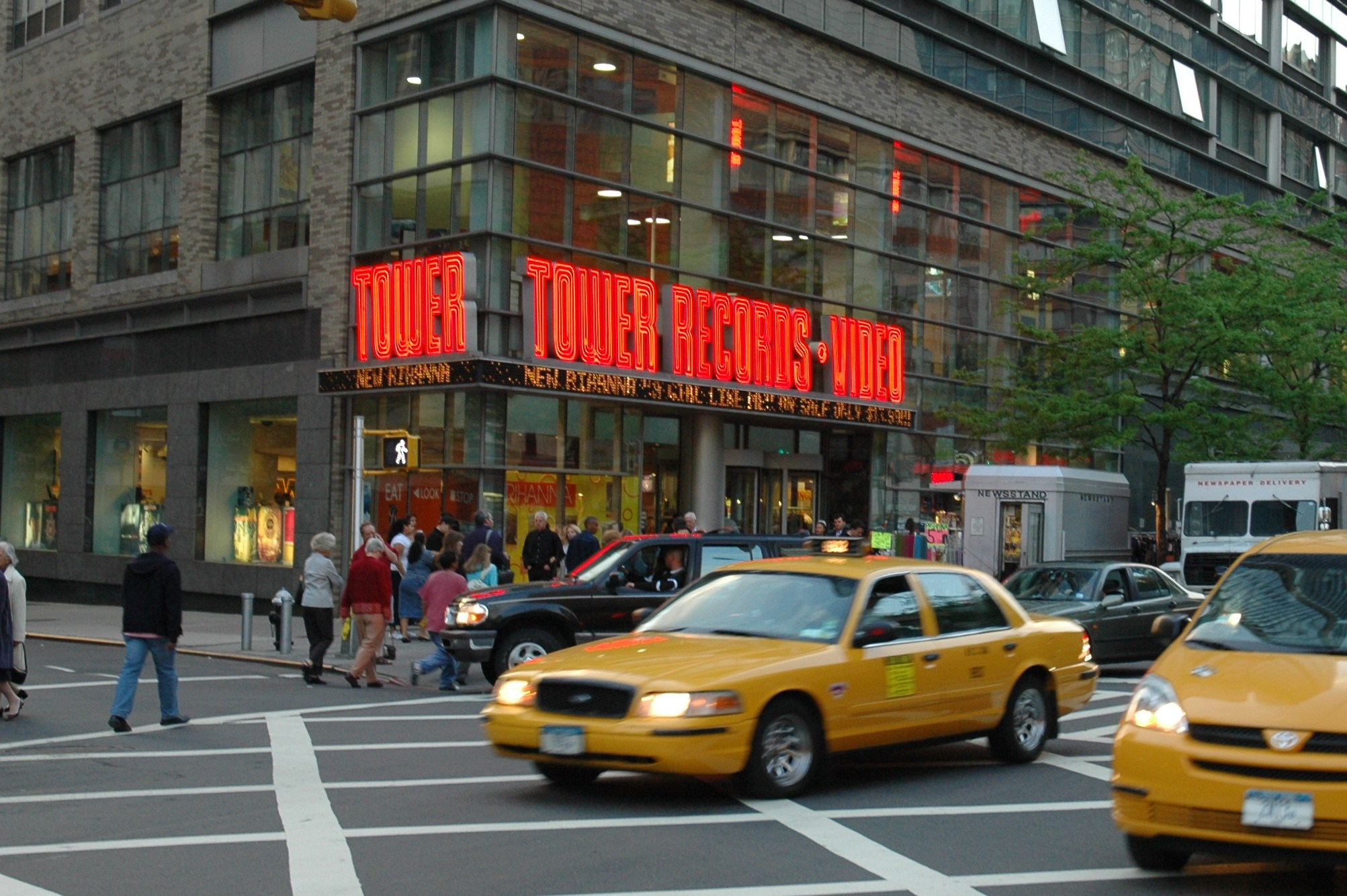
Первое промо-выступление группы в связи с выпуском Nimrod состоялось в магазине Tower Records на Манхэттене; выступление переросло в беспорядки.

Тур в поддержку Nimrod начался той осенью и открылся подписанием контракта на запись в магазине 11 ноября 1997 года в Tower Records на Манхэттене. Группа была расстроена, прочитав отзывы, в которых писалось, что группа потеряла свой панк-стиль, и устроила бунт во время запланированного сета из восьми песен в магазине. Затем Армстронг написал слова «fuck» и «nimrod» чёрной краской из баллончика на витринах магазина и обратился к аудитории из 1400 человек. После того, как беспорядки утихли, Кул бросил свой бас-барабан в толпу, в то время как Армстронг попытался сделать то же самое с монитором, который был отобран у него менеджером магазина. Никаких обвинений предъявлено не было, и сообщений о пострадавших не поступало, но магазин был закрыт на день для устранения причинённого ущерба.
Green Day решили не привлекать инструменталистов для исполнения новых песен, поэтому в течение тура группа играла на своих инструментах. Армстронг прокомментировал это так: «Прямо сейчас мы воздерживаемся от того, чтобы исполнять всё, что было в материале Nimrod. Мы хотим, чтобы всё было по-маленькому. Мы не хотим брать с собой духовой оркестр или скрипача. Многие люди хотят услышать старые вещи, и эти вещи по-прежнему так же важны для нас». Группа также решила играть в маленьких театрах вместо стадионов и фестивалей, поскольку Армстронг объяснил, что им было лучше «пойти в такие места, как Филмор и Уорфилд, и знать, что там действительно будут аншлаги», вместо того, чтобы играть на полупустых больших площадках. Именно с первых концертов тура в поддержку Nimrod группа начала приглашать зрителей на сцену поиграть на инструментах. Во время тура Армстронг почувствовал, что стал лучшим исполнителем, сказав: «Я думаю, что некоторые люди уходят после окончания концерта Green Day с эмоциями, которые вы получили бы от какого-нибудь театрального представления, где публика чувствует себя вовлечённой».
Во время выступления на KROQ Weenie Roast 1998 года в Ирвине (Калифорния) басист Third Eye Blind Арион Салазар выбежал на сцену и «крепко обнял» Дёрнта, который был застигнут врасплох. Инцидент перерос в драку на сцене, прежде чем охрана увела Салазара. После выступления Дёрнт столкнулся с Салазаром за кулисами, и пока они спорили, пивная бутылка попала Дёрнту в голову, вызвав небольшую черепно-мозговую травму. Позже очевидцы приписали бросание бутылки фанату Third Eye Blind. Салазар и руководство группы вскоре опубликовали заявление: «Мне жаль, что моя попытка сделать что-то, что я считал забавным, привела к тому, что Майк пострадал. У меня не было намерений так поступить. Я просто слишком много выпил и принял очень плохое решение. Если бы я был на месте Майка, я уверен, что поступил бы точно так же. Я надеюсь, что он быстро поправится».
«Good Riddance (Time of Your Life)» прозвучала в сериале «Скорая помощь» и в эпизоде сериала «Сайнфелд».

## Критический приём

### Отзывы рецензентов
| Оценки критиков               | Оценки критиков |
| Источник                      | Оценка          |
| ----------------------------- | --------------- |
| AllMusic                      | [ 50 ]          |
| Alternative Press             | [ 51 ]          |
| Chicago Tribune               | [ 52 ]          |
| Entertainment Weekly          | (B−)            |
| Los Angeles Times             | [ 20 ]          |
| NME                           | (5/10)          |
| Pitchfork                     | (7.0/10)        |
| Rolling Stone                 | [ 25 ]          |
| The Rolling Stone Album Guide | [ 55 ]          |
| Spin                          | (6/10)          |

Альбом получил в целом положительные отзывы критиков. Стивен Томас Эрлевайн из AllMusic дал Nimrod три с половиной звезды из пяти, назвав его «бодрящим, хотя иногда и разочаровывающим прослушиванием», и хотя он похвалил «дар Армстронга за отрывистые, мгновенно запоминающиеся мелодии», он отметил, что «18 треков проносятся с такой головокружительной скоростью, что это оставляет вас несколько ошеломлённым». Грег Кот из Rolling Stone насладился мелодичностью альбома, а также «долей искренности», присутствующей в вокале Армстронга. Кот высоко оценил возвращение к группе «юношеского чувства юмора», которого, по его мнению, не хватало альбому Insomniac, и похвалил музыкальное разнообразие пластинки, сказав: «Эта музыка далека от ученичества Green Day в панк-клубах Gilman Street в Беркли. Но теперь, когда группа прозрела, вполне уместно, что Green Day наконец-то выпустили альбом, который звучит так, как будто он повидал мир».
Группа редакторов, пишущих для People, также похвалила «свежие и оригинальные» мелодии пластинки и «быстротечную крутость», добавив: «Слава Green Day, правящим пуристам молодых панков, за то, что они придерживаются своих правил». Сэнди Масуо из Los Angeles Times понравилось «зрелое содержание песен, которое действительно делает этот альбом интересным», отметив: «Естественно, в него включена пара треш-хардкоровых песен, но они окружены песнями, которые удивительно разнообразны по характеру и основаны на поп-эстетике, которая вызывает толпу великих мелодистов». Стивен Томпсон из A.V. Club написал: «Если у Green Day всё ещё есть преданные поклонники, его поклонники обязательно найдут что-то, что понравится в Nimrod; несмотря на все попытки разнообразия, пластинка наполнена элементами шириной в милю и подпевающими гимнами».

### Продажи
Nimrod дебютировал на десятом месте в Billboard 200, продав 81 000 копий за первую неделю выпуска, и оставался в чарте в течение 70 недель. 16 марта 2000 года Nimrod был сертифицирован Американской ассоциацией звукозаписывающих компаний (RIAA) как дважды платиновый за тираж более двух миллионов копий. В Канаде альбом достиг четвёртого места, оставаясь в чарте четыре недели. 6 июля 1998 года пластинка была сертифицирована Канадской ассоциацией звукозаписывающих компаний как дважды платиновая за тираж более 200 000 копий. В Австралии альбом дебютировал на двенадцатом месте, а позже достиг третьего места в чарте страны. Позже пластинка была сертифицирована как трижды платиновая в Австралии.

## Список композиций
Все тексты написаны Билли Джо Армстронгом, вся музыка написана Green Day.
| №                   | Название                            | Длительность |
| ------------------- | ----------------------------------- | ------------ |
| 1.                  | «Nice Guys Finish Last»             | 2:49         |
| 2.                  | «Hitchin' a Ride»                   | 2:51         |
| 3.                  | «The Grouch»                        | 2:12         |
| 4.                  | «Redundant»                         | 3:17         |
| 5.                  | «Scattered»                         | 3:02         |
| 6.                  | «All the Time»                      | 2:10         |
| 7.                  | «Worry Rock»                        | 2:27         |
| 8.                  | «Platypus (I Hate You)»             | 2:21         |
| 9.                  | «Uptight»                           | 3:04         |
| 10.                 | «Last Ride In» (instrumental)       | 3:47         |
| 11.                 | «Jinx»                              | 2:12         |
| 12.                 | «Haushinka»                         | 3:25         |
| 13.                 | «Walking Alone»                     | 2:45         |
| 14.                 | «Reject»                            | 2:05         |
| 15.                 | «Take Back»                         | 1:09         |
| 16.                 | «King for a Day»                    | 3:13         |
| 17.                 | «Good Riddance (Time of Your Life)» | 2:34         |
| 18.                 | «Prosthetic Head»                   | 3:38         |
| Общая длительность: | Общая длительность:                 | 49:09        |

| №                   | Название            | Длительность |
| ------------------- | ------------------- | ------------ |
| 19.                 | «Desensitized»      | 2:49         |
| Общая длительность: | Общая длительность: | 51:58        |

| №                   | Название            | Длительность |
| ------------------- | ------------------- | ------------ |
| 19.                 | «Suffocate»         | 2:54         |
| 20.                 | «Do Da Da»          | 1:30         |
| 21.                 | «Desensitized»      | 2:49         |
| 22.                 | «You Lied»          | 2:26         |
| Общая длительность: | Общая длительность: | 58:48        |

## Участники записи
Адаптировано из примечаний к буклету Nimrod.
Green Day
- Билли Джо Армстронг — вокал, гитара, губная гармоника («Walking Alone»)
- Майк Дёрнт — бас-гитара, бэк-вокал, бейсбольная бита («Desensitized»)
- Тре Кул — барабаны, бонго, бубен, бэк-вокал

Дополнительные музыканты
- Петра Хейден — скрипка («Hitchin' a Ride», «Last Ride In»)
- Конан МакКаллум — скрипка («Good Riddance (Time of Your Life)»)
- Габриэль Макнейр, Стивен Брэдли – рог
- Дэвид Кэмпбелл – аранжировщик струнных инструментов

Производство
- Роб Кавалло; Green Day — продюсеры
- Кен Эллардайс — звукорежиссёр
- Тони Флорес, Майк Ди, Барри Голдберг, Билл Кинсли, Уэс Сейдман – дополнительные звукорежиссёры
- Крис Лорд–Алдж — микширование
- Братья Снорри — фотография
- Крис Билхаймер — фотография, художественное оформление, дизайн
- Тимми Чанкс — техника звучания гитары
- Билл Шнайдер — техника звучания бас-гитары

## Позиции в чартах

### Еженедельные чарты
| Чарт (1997–1999)                    | Высокая позиция |
| ----------------------------------- | --------------- |
| Австралия (ARIA)                    | 3               |
| Австрия (Ö3 Austria)                | 28              |
| Канада (Canadian Albums Chart)      | 4               |
| Нидерланды (Album Top 100)          | 80              |
| Финляндия (Suomen virallinen lista) | 40              |
| Франция (SNEP)                      | 43              |
| Германия (Offizielle Top 100)       | 31              |
| Италия (FIMI)                       | 15              |
| Италия (Musica e Dischi)            | 23              |
| Новая Зеландия (RMNZ)               | 22              |
| Шотландия (Scottish Albums Chart)   | 13              |
| Швеция (Sverigetopplistan)          | 36              |
| Швейцария (Schweizer Hitparade)     | 33              |
| Великобритания (UK Albums Chart)    | 11              |
| США (Billboard 200)                 | 10              |

### Чарты за год
| Чарт (1998)         | Позиция |
| ------------------- | ------- |
| Австралия (ARIA)    | 56      |
| США (Billboard 200) | 75      |

| Чарт (1999)      | Позиция |
| ---------------- | ------- |
| Австралия (ARIA) | 84      |

## Сертификации
| Регион | Сертификация  | Продажи    |
| --- | ------------- | ---------- |
| Австралия (ARIA) | 3× Платиновый | 210 000^   |
| Бразилия (ABPD) | Золотой       | 100 000*   |
| Канада (Music Canada) | 2× Платиновый | 200 000^   |
| Япония (RIAJ) | Платиновый    | 200 000^   |
| Испания (PROMUSICAE) | Золотой       | 50 000^    |
| Великобритания (BPI) | Платиновый    | 300 000^   |
| США (RIAA) | 2× Платиновый | 2 000 000^ |
| * Данные о продажах приведены только на основе сертификации. ^ Данные о тиражах приведены только на основе сертификации. |               |            |